# Micii răpitori (Star Trek: Voyager)
„Micii răpitori” (titlu original: „Collective”) este al 16-lea episod din al șaselea sezon al serialului TV american științifico-fantastic Star Trek: Voyager și al 136-lea episod în total. A avut premiera la 16 februarie 2000 pe canalul UPN.

## Prezentare
Chakotay, Kim, Paris și Neelix sunt luați ostateci atunci când naveta Delta Flyer este capturată de niște copii Borg aflați pe un Cub avariat.

## Actori ocazionali
- Manu Intiraymi - Icheb
- Marley S. McClean - Mezoti
- Kurt Wetherill - Azan
- Cody Wetherill - Rebi
- Ryan Spahn - First